# Hornos (Hiszpania)
Hornos – gmina w Hiszpanii, w prowincji Jaén, w Andaluzji, o powierzchni 117,58 km². W 2011 roku gmina liczyła 685 mieszkańców.